# توت (جیرفت)
توت 2، روستایی از توابع بخش جبالبارز شهرستان جیرفت در استان کرمان ایران است.

## جمعیت
این روستا در دهستان مسکون قرار دارد و براساس سرشماری مرکز آمار ایران در سال ۱۳۸۵، جمعیت آن زیر سه خانوار بوده‌است.